# Amaranthe Roulliet
Pour les articles homonymes, voir Roulliet.
Amaranthe Rouillet, né Nicolas Pierre Amaranthe Roulliet le 2 février 1810 à Verosvres et mort le 15 août 1888 à Garches, est un peintre de paysages et lithographe français.

## Biographie
Amaranthe Roulliet est le fils d'un négociant lyonnais, propriétaire du château du Terreau.
Élève des Beaux-Arts de Lyon de 1822 à 1831, il expose en 1835 à Valenciennes, au salon de Lyon à partir 1836, ainsi qu'au salon de Paris, neuf fois de 1831 à 1842 et encore de six fois en trente-huit ans, jusqu'en 1880.
En 1838, il propose, à Lyon, un procédé pour reproduire exactement les paysages, en calquant les points marquants au fusain sur un écran de gaze, et en reportant, par pression, ces marques sur le papier. C'est, avec fort peu de modifications, l'écran portant un voile qu'Alberti a promu au XVe siècle pour définir la perspective. Rouillet reçut une récompense officielle pour son « invention », mais celle-ci, qui ne dispense pas de savoir dessiner, n'eut que peu de succès, et ne pouvait en tous cas survivre à celle de la photographie, qui lui est contemporaine.
Dans les années suivantes, il publie des manuels de dessin, comportant des planches à copier, et utilisant ou non son procédé. Il finit sa vie dans une certaine aisance, habitant dans sa vieillesse chez son fils Antony, avocat et publiciste, puis dans un chalet qu'il possède à Buzenval.

## Œuvre

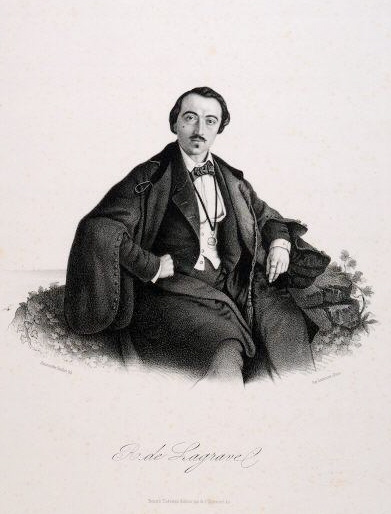
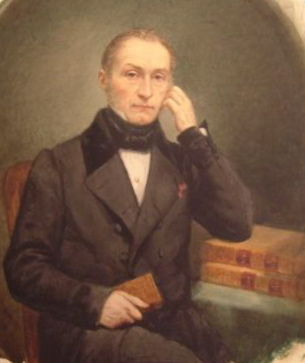
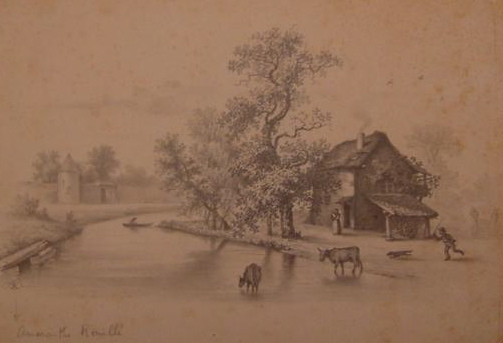
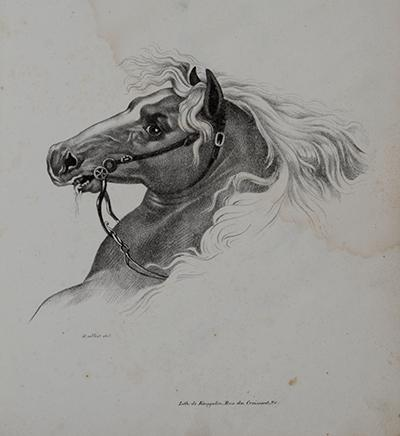

### Publications
- Principes de dessin, 1857
- Nouveaux principes de dessin, 1863
- Le jaquotot des amateurs de peintures de sèvres, ou abrégé élémentaire de la peinture sur porcelaine, contenant 12 modèles de divers genres peints sur porcelaine, dessinés sur pierre
- Le Géricault des ateliers, ou, Abrégé élémentaire du dessin pour l'étude des chevaux: contenant 20 planches de principes progressifs à l'usage des élèves
- L'Isabey de l'amateur des Beaux-Arts, ou abrégé élémentaire de l'art de peindre l'aquarelle et la miniature, 1836
- Le Girodet des Collèges, ou abrégé élémentaire du dessin, 1836
- Premiers éléments de dessin, 1835
- Le Bonington, premières études du dessinateur de monuments et ruines... d'après les dessins de Bonington et Boys
- Nouveaux principes du dessin, division de la tête et principes académiques, Paris:Susse, 1863.